# 特林布爾 (密蘇里州)
特林布爾（英語：Trimble）是位於美國密蘇里州克林頓縣的城市。

## 人口
根據2020年美國人口普查的數據，特林布爾的面積為1.53平方千米，皆為陸地。當地共有人口573人，而人口密度為每平方千米375人。